# Anabarilius
Anabarilius és un gènere de peixos de la família dels ciprínids i de l'ordre dels cipriniformes.

## Conservació
Les espècies Anabarilius alburnops i Anabarilius polylepis es troben a la Llista Vermella de la UICN.

## Taxonomia
- Anabarilius alburnops (Regan, 1914)[4]
- Anabarilius andersoni (Regan, 1914)[5]
- Anabarilius brevianalis (Zhou & Cui, 1992)[6]
- Anabarilius duoyiheensis (Li, Mao & Lu, 2002)[7]
- Anabarilius grahami (Regan, 1908)[8]
- Anabarilius liui (Chang, 1944)[9]
- Anabarilius longicaudatus (Chen, 1986)[10]
- Anabarilius macrolepis (Yih & Wu, 1964)[11]
- Anabarilius maculatus (Chen & Chu, 1980)[12]
- Anabarilius paucirastellus (Yue & He, 1988)
- Anabarilius polylepis (Regan, 1904)[13]
- Anabarilius qiluensis (Chen & Chu, 1980)[12]
- Anabarilius qionghaiensis (Chen, 1986)[10]
- Anabarilius songmingensis (Chen & Chu, 1980)[12]
- Anabarilius transmontanus (Nichols, 1925)[14]
- Anabarilius xundianensis (He, 1984)[15]
- Anabarilius yangzonensis (Chen & Chu, 1980)[12][16][17][18][19][20][21][22]